# 明野陸軍飛行学校

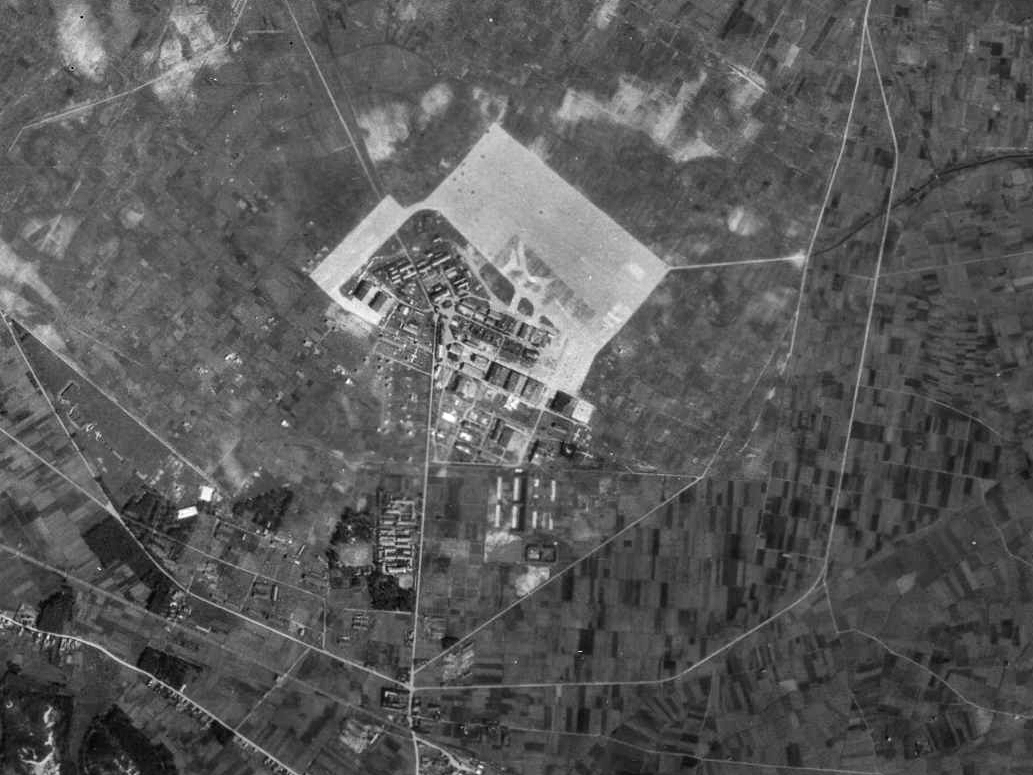
明野陸軍飛行学校跡地および明野飛行場の空中写真（1947年）
明野駐屯地の前身である。

明野陸軍飛行学校（あけのりくぐんひこうがっこう）は、日本陸軍の軍学校のひとつ。主として戦闘機の空中射撃、空中戦闘に関する教育と研究等を行った。1921年（大正10年）4月、陸軍航空学校明野分校として開設され、1924年（大正13年）5月、明野陸軍飛行学校として独立した。学校本部および本校は三重県度会郡（現在の伊勢市小俣町）に置かれ、1943年（昭和18年）7月には茨城県那珂郡（現在のひたちなか市）に明野陸軍飛行学校分校を開設したほか、各地に分教所があった。
1944年（昭和19年）6月、明野陸軍飛行学校は明野教導飛行師団に、茨城県の明野陸軍飛行学校分校は常陸教導飛行師団に改編された。さらに1945年（昭和20年）7月、明野教導飛行師団は教導飛行師団第1教導飛行隊と飛行第111戦隊に改編分離され、常陸教導飛行師団は教導飛行師団第2教導飛行隊と飛行第112戦隊に改編分離されたのち、同年8月太平洋戦争（大東亜戦争）の終戦によりそれぞれ解隊した。ここでは明野教導飛行師団、および明野陸軍飛行学校分校、常陸教導飛行師団等についても述べる。

## 沿革

### 臨時航空術練習射撃班
陸軍が国内で飛行機操縦者の体系的な教育を始めたのは1912年（明治45年）7月のことである。全陸軍から志願した中尉および少尉を選抜し「操縦術修業者」として当時陸軍唯一の航空関係部隊である気球隊に分遣する形式をとり、埼玉県入間郡所沢町の臨時軍用気球研究会飛行試験場（のちの所沢陸軍飛行場）で教育した。1915年（大正4年）12月、所沢に航空大隊が創設されると飛行機操縦者の教育は航空大隊の担任となり、引き続き所沢で行われた。
1918年（大正7年）7月末、日本政府は飛行機および関連器材を輸入していたフランスから、その使用と製作に関する指導を行う提案を受けた。これを歓迎した陸軍省は同年12月、フランス軍人による指導の能率化を図り臨時航空術練習委員を組織し、操縦班、射撃班、機体製作班など8班にわけ、準備に当たった。

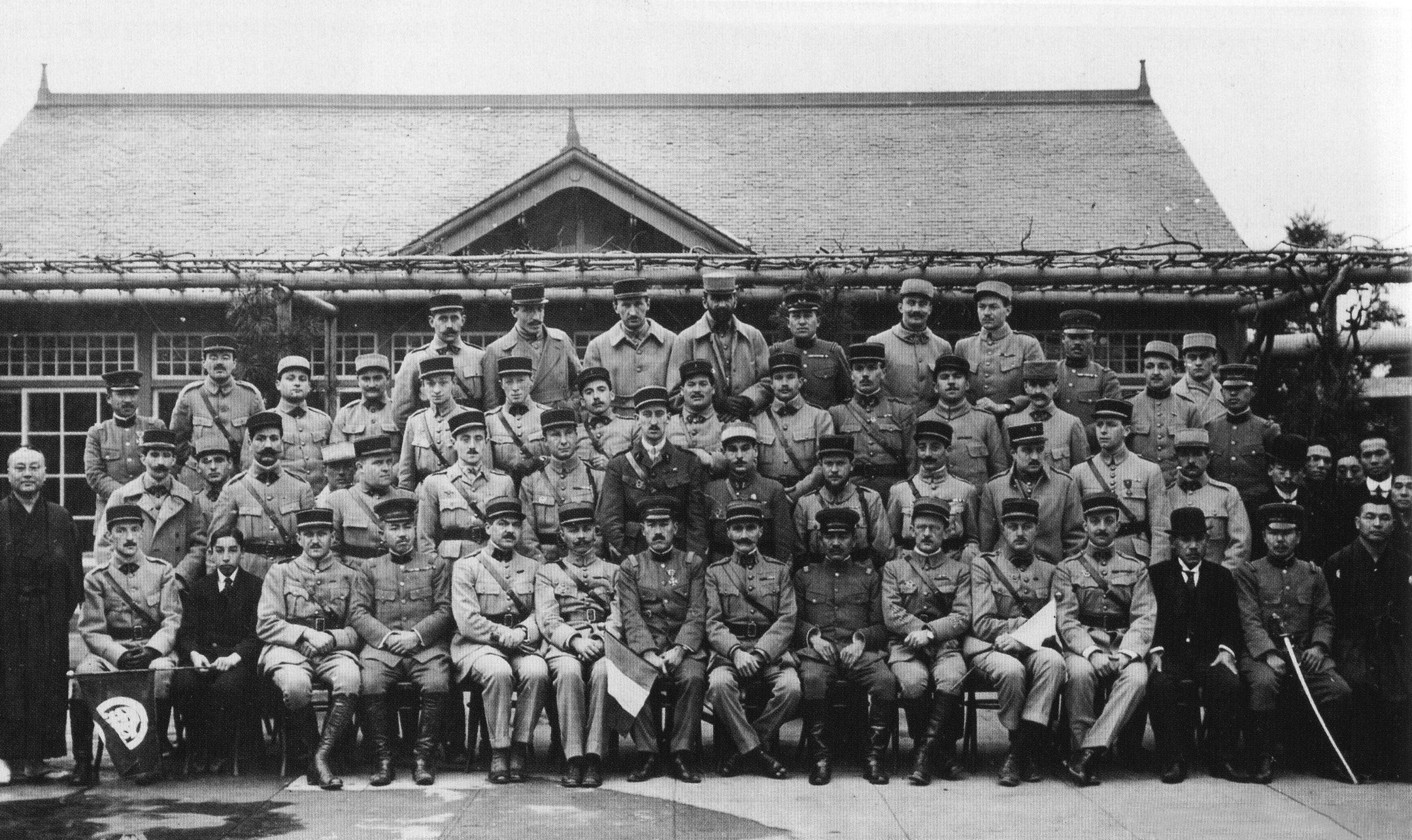
フォール大佐とフランス航空団

1919年（大正8年）1月、ジャック＝ポール・フォール大佐を長とする航空教育軍事使節団（以下、「フランス航空団」と記述）57名が来日した。当初、教育指導は原則として所沢陸軍飛行場と前年11月に航空第2大隊が移駐した岐阜県稲葉郡の各務原陸軍演習場で行う予定であったが、フランス航空団の助言を取り入れ、個々の練習に適した場所があらためて選定された。
臨時航空術練習委員のうち赤羽祐之少佐を班長とする射撃班は、空中での実弾射撃の流れ弾が危害を及ぼさないよう海岸または大きな湖沼の近辺を拠点とする必要から、静岡県浜名郡新居町（現在の湖西市新居地区）に臨時施設を建設のうえ、同年5月より教育指導が行われた。

### 陸軍航空学校明野分校
1919年（大正8年）4月、フランス航空団の教育指導と並行して陸軍航空の現業軍政と専門教育を統轄する陸軍航空部が設立され、同時に所沢に陸軍航空学校が開設された。同校の学生は甲種、乙種、丙種にわけられ、そのうち丙種学生は機関工術、射撃、爆撃等の修習をする学生であった。

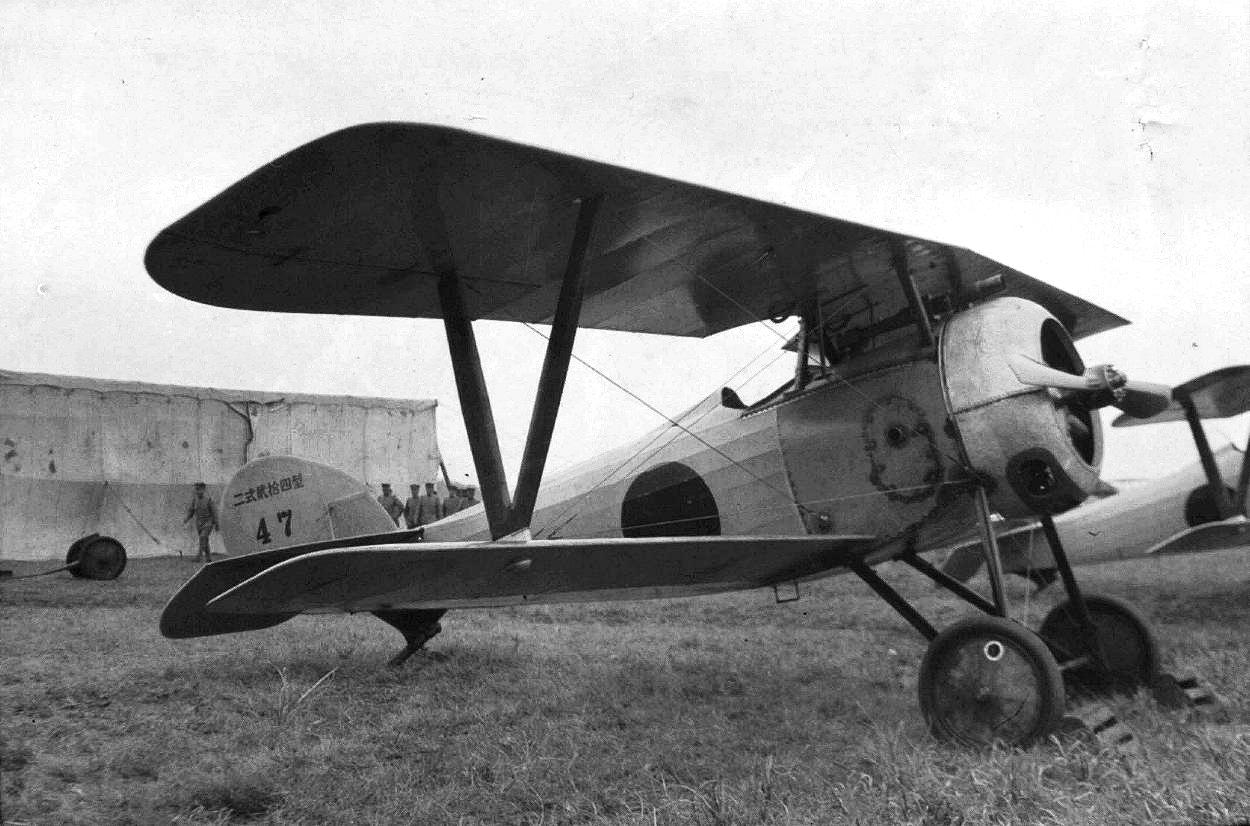
大正時代に使われた甲式三型戦闘機

同年10月までにフランス航空団の教育は終了したが、陸軍航空部は教育実施の立地を重視し、また所沢陸軍飛行場の広さが十分ではないことから空中射撃の教育を所沢以外で継続的に行うこととした。しかし新居町の施設も狭く、代替地を選定しなければならなかった。当初は米子町（鳥取県）付近、小川原沼（青森県）付近、浜名湖（静岡県）付近、八郎潟（秋田県）付近、猪苗代湖（福島県）付近、および宇治山田市（三重県）郊外の明野ヶ原が候補地とされ、気候、地形、飛行場を建設する場合の土質、人口密度その他の条件により明野ヶ原に決定した。同年12月、陸軍航空学校は教育部に操縦、機関、観測、射撃、爆撃の各分科教育班を設け、同校教官の赤羽少佐が射撃班長となった。
1920年（大正9年）3月、陸軍航空学校教育部射撃班は宇治山田市内に仮事務所を設置したのち、同年4月より明野ヶ原（正式には三重県度会郡）で将校9名、軍属工員21名により業務を開始し、空中射撃の教育を行った。同年8月、射撃班事務所は度会郡北浜村に建てられた施設に移転した。この当時より同施設は陸軍航空学校の「射撃分校」と呼ばれていたことが確認できる。ただし、この「射撃分校」は陸軍航空学校条例によらない非公式なものであった。
1921年（大正10年）3月、陸軍航空学校条例改正（軍令陸第1号）の施行により正式に分校の設置が可能となり、同年4月、三重県度会郡北浜村（現在の伊勢市北部）に陸軍航空学校明野分校が設置された。同分校では条例改正で新たに規定された特種学生、あるいは召集尉官等の教育が行われた。

### 明野陸軍飛行学校
立地条件を吟味して決定された明野分校は所沢より空中射撃教育に適している利点があった。その反面、本校の校長が遠く離れた分校を指揮監督するのは不便であり、陸軍航空部と分校間の諸系統業務もすべて編制に従い本校を経由しなければならない煩雑さがあった。こうした事情により陸軍航空部は分校を独立させ直接管理下に置くことを決定した。
1924年（大正13年）5月、陸軍航空学校条例が廃止され、かわって陸軍飛行学校令（軍令陸第6号）が施行された。これによって従来の陸軍航空学校は所沢、下志津（千葉県千葉郡）、明野の各陸軍飛行学校に再編され、学校令第1条で「学生ニ航空ニ関スル諸般ノ学術ヲ修得セシメ（中略）且航空ニ関スル兵器器材ノ研究試験ヲ行フ所」と定められた。陸軍航空学校明野分校は明野陸軍飛行学校として陸軍航空部直轄の独立した学校となったのである。
前述の学校令第3条により明野陸軍飛行学校は空中戦闘、空中射撃、および火器の取扱い等に関する諸学術の教育と調査および研究を行い、ならびにこれらに関する器材の調査、研究および試験を担当することとなった。同校の独立当初における編制は陸軍航空部本部長に隷属する校長のもと、本部、教育部と学生のみであった。
明野陸軍飛行学校に入校する被教育者の分類および諸条件は次のとおり定められた（1924年5月時点）。
- 射撃学生

空中戦闘および空中射撃に関する学術を修習する者。各兵科の尉官、准士官、下士官。
修学期間等は陸軍大臣が定める。1924年陸達第17号では修学期間は4か月から5か月。通常毎年2回入校。
- 特種学生

戦術を修習する者。各兵科の大尉または中尉。
修学期間等は陸軍大臣が定める。1924年陸達第17号では修学期間は3か月から6か月。通常毎年2回入校。
- その他

臨時に各兵科佐官以下を召集し、必要な教育を行うことも可（学校令第5条）。
1925年（大正14年）5月、独立した兵科として航空兵科が誕生し、陸軍航空部は陸軍航空本部に昇格した。同時に陸軍飛行学校令も改正された（軍令陸第7号）。明野陸軍飛行学校の編制はあらたに陸軍航空本部長に隷属する校長以下、本部、教育部、研究部、材料廠、および学生となった。さらに1933年（昭和8年）5月、陸軍飛行学校令が改正され（軍令陸第10号）、同年8月に施行された。この改正で明野陸軍飛行学校の教育および調査、研究、試験の担当内容に対空射撃が加わり、学校編制に幹事が置かれることとなった。
1935年（昭和10年）8月、従来の陸軍飛行学校令が廃止され明野陸軍飛行学校令（軍令陸第12号）が施行された。同令の第1条で明野陸軍飛行学校は「学生ニ戦闘飛行隊ニ必要ナル諸学術ヲ修得セシメ（中略）且戦闘飛行隊ニ必要ナル兵器及器材ノ研究及試験ヲ行フ所」と定められた。また同じ第1条では前項のほか「下士官候補者ニ航空兵科下士官タルニ必要ナル教育ヲ行ヒ」かつ「空中射撃ニ関スル諸般ノ研究並ニ火器ノ取扱及対空射撃ノ教育及研究ヲ行フ」とされた。被教育者には従来の将校、准士官および下士官からなる学生のほかに下士官候補者が加わった。学校の編制は校長、幹事、本部、教育部、研究部、下士官候補者隊、材料廠、および学生である。
明野陸軍飛行学校令による同校の被教育者は次のとおり（1935年8月時点）。
- 甲種学生

主として戦術および空中戦闘に関する学術を修習する者。航空兵科尉官。
必要に応じ、他兵科（憲兵科を除く）尉官を甲種学生とすることも可（学校令第2条）。
修学期間は約6か月。通常毎年1回入校。
- 乙種学生

主として戦闘操縦に必要な学術を修習する者。新たに飛行機操縦を修得した航空兵科尉官。
必要に応じ、他兵科（憲兵科を除く）尉官を乙種学生とすることも可（学校令第2条）。
修学期間は約3か月。通常毎年1回入校。
- 特種学生

火器の取扱いおよび対空射撃に必要な学術を修習する者。航空兵科の尉官および下士官。
必要に応じ、他兵科（憲兵科を除く）尉官を特種学生とすることも可（学校令第2条）。
修学期間は約3か月。尉官と下士官を1年おきに1回入校。
- 下士官候補者

主として戦闘操縦に必要な学術を修習する者。各隊より分遣された航空兵科下士官候補者。
修学期間は約3か月。毎年1回入校。
- その他

臨時に各兵科（憲兵科を除く）将校以下を召集し、必要な教育を行うことも可（学校令第4条）。
被教育者は入校前の部隊において営外居住者であった者は学校外に、営内居住者であった下士官学生と下士官候補者は校内に居住することが定められていた。
1938年（昭和13年）7月、明野陸軍飛行学校令改正（軍令陸第12号）が施行された。この改正で第1条から下士官候補者に対する教育と対空射撃に関する文言が削除され、同校の被教育者から下士官候補者と特種学生が除外された。学校の編制は校長以下、幹事、本部、教育部、研究部、材料廠、そして学生である。
明野陸軍飛行学校令改正により、同校の被教育者は次のようになった（1938年7月時点）。
- 甲種学生

戦術および空中戦闘に関する学術を修習する者。航空兵科大尉。
修学期間は約6か月。通常毎年1回入校。
- 乙種学生

戦闘操縦に必要な学術を修習する者。新たに飛行機操縦を修得した航空兵科尉官。
修学期間は約3か月。通常毎年1回入校。
- その他

臨時に各兵科（憲兵科を除く）将校以下を召集し、必要な教育を行うことも可（学校令第3条）。

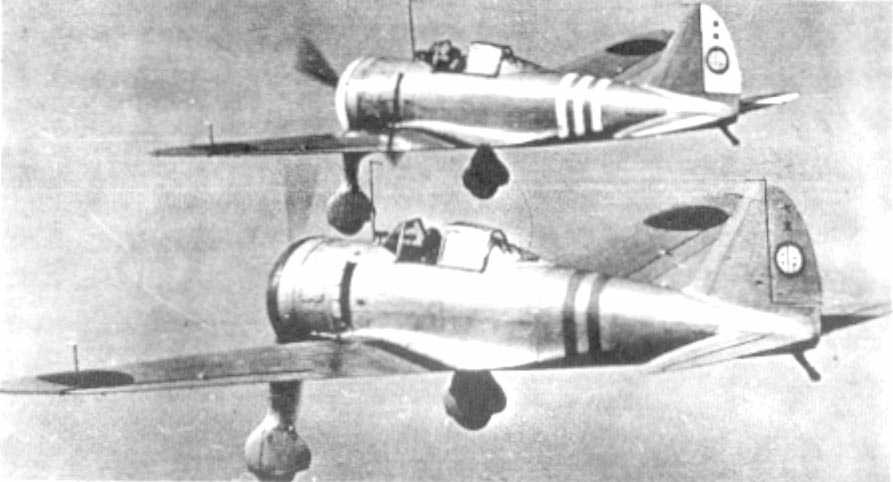
明野陸軍飛行学校の九七式戦闘機。尾翼に「明」と伊勢神宮の八咫鏡を意匠化した同校のマークが見える

同年12月、天皇に直隷し航空兵科専門の教育を統轄する陸軍航空総監部が設立され、明野陸軍飛行学校はそれまでの航空本部長にかわり航空総監が管轄する学校となった。
1940年（昭和15年）8月、明野陸軍飛行学校令改正（軍令陸第15号）が施行され、同校は分教所を置くことが可能となった。分教所は各地の既存あるいは新設の陸軍飛行場に設置し、明野陸軍飛行学校編制定員の中から分教所長以下の人員を充てて教育を行うものである。飛行場名がそのまま分教所名となったが、分教所の設置は被教育者数の増減やほかの陸軍飛行学校などの開設の影響を受けて流動的であり、時宜により分教所の指定あるいは指定外となる飛行場があった。
明野陸軍飛行学校の開校から閉鎖までの間に設置されたことが確認できる分教所は次のとおりである。ただし指定、指定外の年月は必ずしも分教所設置あるいは廃止の年月ではない。
- 横芝分教所（千葉県山武郡横芝町）― 1940年8月時点で指定[41]。同年10月時点で指定外[42]。
- 天竜分教所（静岡県磐田郡袖浦村）― 1940年10月時点で指定[42]。
- 原ノ町分教所（福島県相馬郡太田村）― 1941年5月時点で指定[43]。1943年4月時点で指定外[44]。
- 北伊勢分教所（三重県鈴鹿郡川崎村）― 1943年（昭和18年）4月時点で指定[44]。
- 佐野分教所（大阪府泉南郡佐野町）― 1944年（昭和19年）6月設置[45]。

1940年9月、陸軍はそれまでの「歩兵科」「工兵科」「航空兵科」といった区分を、憲兵を除き「兵科」に統一し、区分は兵種とした。それにあわせて翌年6月、明野陸軍飛行学校令改正（軍令陸第10号）が施行され。学生の条件を「航空兵科」から「航空関係ノ兵科」に条文が修正された。そのほか従来まで尉官のみであった乙種学生を尉官および見習士官にあらため、修学期間約3か月を約6か月に延長して校外に居住していたものを校内で起居させ教育の充実を図った。ただし附則で「当分ノ内」は校外で居住することが可能とされた。甲種学生の居住は従来どおり校外である。

### 明野陸軍飛行学校分校の設置
1941年（昭和16年）12月、日本は米英など連合国を相手に太平洋戦争（大東亜戦争）に突入した。戦争の初期は日本軍が優勢であったが、翌1942年（昭和17年）4月には日本本土に初めての空襲（いわゆるドーリットル空襲）を受けた。また南太平洋などの占領地においても連合国軍の反攻により空襲を受けるようになった。特に米国の大型爆撃機B-17は高高度を飛行し、撃墜が容易ではなかった。そのほか米国はさらに大型かつ高性能な爆撃機、B-29を開発中との情報を陸軍では入手していた。

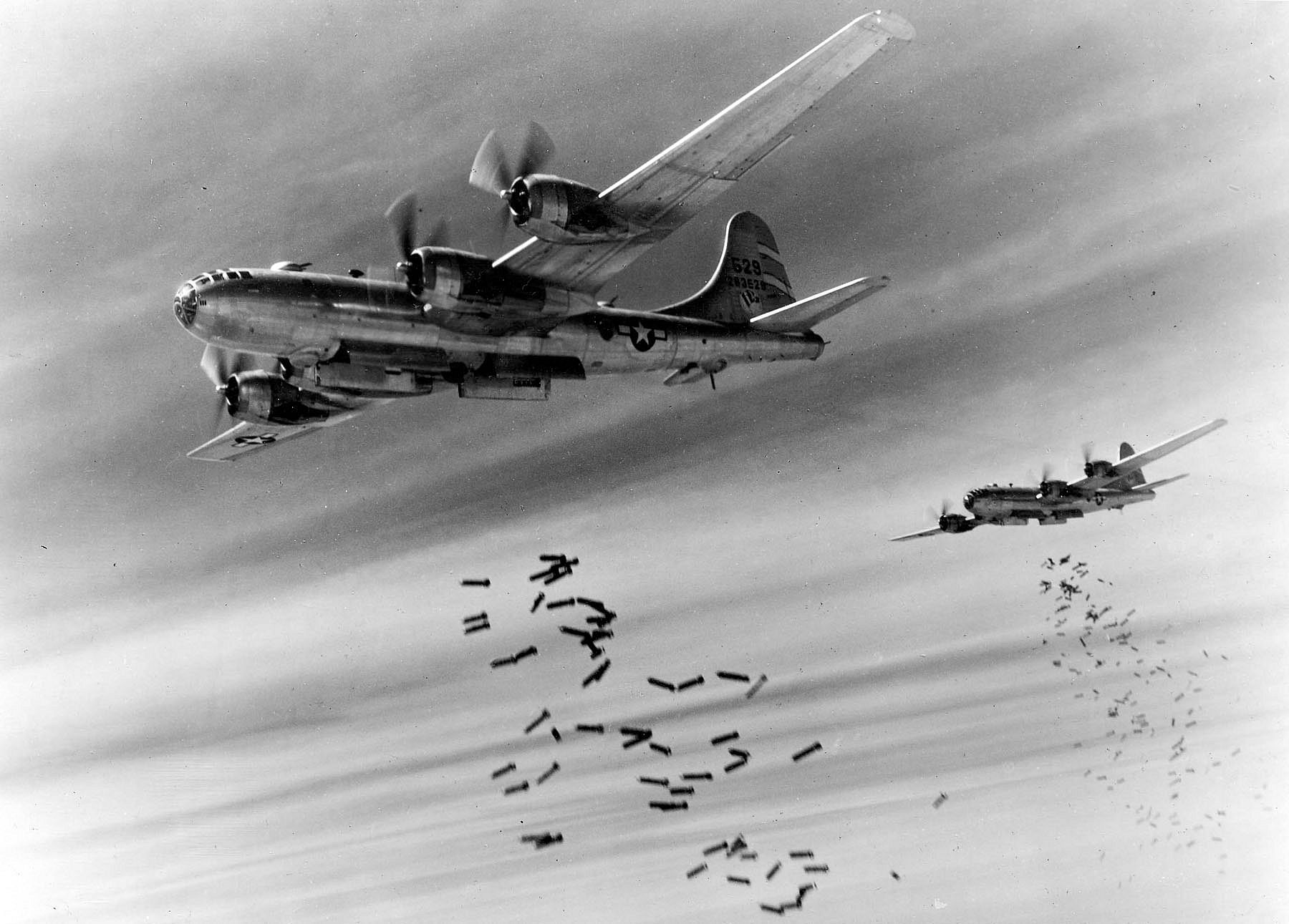
米国のB-29爆撃機

1943年（昭和18年）2月、米国シアトル郊外で大型爆撃機が試験飛行中に墜落し、これがB-29であることが判明すると、陸軍中央の航空関係者は衝撃を受けた。性能の詳細等はまだ不明ながら、長距離飛行が可能で高高度から爆撃できる敵国の新型機がすでに完成し、近いうちに量産化され実戦配備となるのは必至だからである。対策として爆撃機を迎撃する新型戦闘機の開発および現用機種の改修が始められたが、それらを実戦配備する前に飛行学校での用法の研究および教育が必要であった。しかし陸軍航空は外征作戦を主としていたため、明野陸軍飛行学校でも防空戦闘の研究および教育はほとんど行われていなかった。そのうえ1943年は航空の重要性を認識した陸軍中央が、操縦者大量養成の方針をたて、なおかつ陸軍航空の重点をそれまでの重爆撃機から戦闘機に転換した年である。明野は従来の任務だけで多忙であり、防空戦闘のための研究および教育を実施する余裕がほとんどなかった。
同年8月、明野陸軍飛行学校令改正（軍令陸第8号）の施行により、明野陸軍飛行学校分校が設置された。同分校は茨城県那珂郡前渡村（現在のひたちなか市新光町）の水戸陸軍飛行学校施設を利用して置かれたため、通称として「水戸分校」とも呼ばれた。水戸陸軍飛行学校は宮城県名取郡へ移転し、同年10月に仙台陸軍飛行学校と改称した。
明野陸軍飛行学校分校（以下、場合により水戸分校と略）の編制は分校長のもと、幹事、本部、教育部、研究部、材料廠、および学生と定められ、分校長が明野本校の校長に隷属する以外は、ほぼ独立した陸軍飛行学校に近い編制であった。また上述した天竜、北伊勢などの分教所の場合、人員もすべて明野本校の定員内から充当するのに対し、水戸分校は分校長に第5飛行師団参謀長であった三好康之少将を補職するなど「分校」と「分教所」では制度に明確な違いがある。
水戸分校は防空戦闘、特に高高度戦闘、および夜間戦闘を重視した研究および教育を期待されたが、そうした用途に適した新型機の開発が間に合わず、既存の戦闘機を保有するのみであったため、当初想定された研究および教育の着手は困難であった。1943年末、防空戦闘隊要員学生教育を開始したものの、高高度戦闘に関する教育はほとんど実施できず、夜間戦闘に関する教育は照空隊と連携して行う程度で従前とあまり変わらなかった。ただし一部では多摩陸軍技術研究所と協同して電波誘導機で行う防空戦闘や、陸軍航空技術研究所との協同で高高度飛行が操縦者の心身に与える影響などの研究が行われた。

### 明野教導飛行師団・常陸教導飛行師団
太平洋戦争の戦況が悪化した1944年（昭和19年）3月、参謀本部では連合軍機の本土襲来に備えて、教官、助教などに練度の高い要員を多く有する教育機関等（陸軍航空審査部を含む）を随時防空戦闘体制に移行させる「東二号作戦」が起案された。陸軍の学校、官衙の初めての戦力化であり、士気高揚策でもあった。これにもとづき臨時に防空任務につく諸部隊の総称が「東二号部隊」であり、参謀総長により配置が指示された。水戸分校は保有する戦闘機のうち約15機を用い、第10飛行師団指揮下の東二号部隊として防空を実施する常陸飛行隊を編成した。

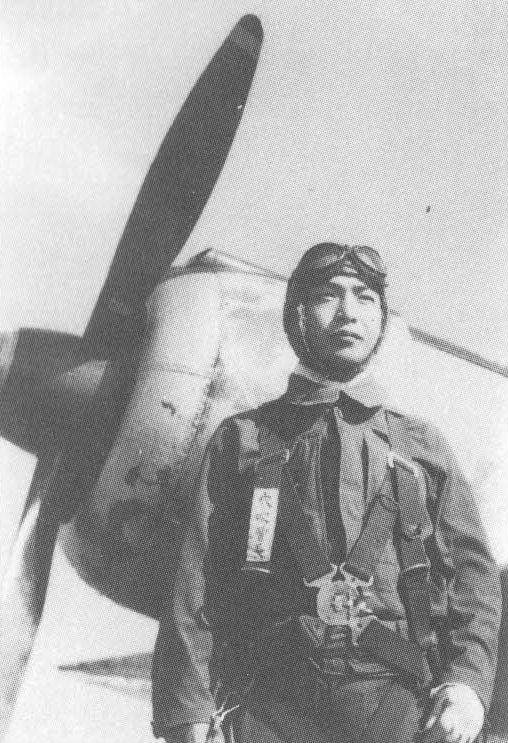
明野教導飛行師団で助教を務めるエースパイロット穴吹智曹長 1944年12月

同年5月、陸軍航空関係少尉候補者教育令（勅令第344号）により、陸軍航空士官学校で教育中であった少尉候補者第24期後期学生のうち11名の教育が明野陸軍飛行学校に移管され、己種学生（きしゅがくせい）として同月末の卒業まで教育を受けた。
1944年6月、陸軍中央は飛行学校5校と1分校、および航空整備学校1校を完全に軍隊化し、航空総監隷下で教育と作戦行動を常時並行して行わせることとした。下志津教導飛行師団等臨時編成要領（軍令陸乙第29号）により明野陸軍飛行学校および水戸分校は閉鎖され、それぞれ明野教導飛行師団と常陸教導飛行師団に改編された。明野教導飛行師団の編制は師団司令部、4個教導飛行隊、1個教導整備隊、通信隊、教育隊と学生であり、明野、北伊勢、天竜、佐野、都城西（宮崎県）の各陸軍飛行場に分散展開した。常陸教導飛行師団の編制は師団司令部、2個教導飛行隊、1個教導整備隊、通信隊、教育隊、学生を水戸北、水戸南、能代（秋田県）の各陸軍飛行場に展開し、戦闘分科操縦要員教育のほか、防空戦闘、あるいは重戦闘機、夜間戦闘機等の運用についての研究を実施した。明野ならびに常陸教導飛行師団の被教育者は、編制表により大尉を対象とする甲種学生、尉官対象の乙種学生と、准士官および下士官からなる己種学生とされた。同年8月には航空総監部の兼任による教導航空軍司令部が編成され、各教導飛行師団を指揮した。
同年9月下旬、陸軍中央は明野教導飛行師団の一部を捷一号作戦に投入することを決意し、翌10月、軍令陸甲第135号により人員と器材を抽出して飛行第200戦隊（戦隊長：高橋武中佐）が編成された。同戦隊は通常の倍の規模の6個中隊編成であり、操縦者には熟練の教官、助教を含み、四式戦闘機約80機を定数上保有することになっていた。しかし人員の充足は容易ではなく、操縦者には明野において乙種学生課程を終えたばかりの士官候補生第57期出身者、あるいは少年飛行兵第13期出身者など経験に乏しい者も含まれていた。同月、飛行第200戦隊は軍令陸甲第136号により編合された第30戦闘飛行集団（集団長には明野教導飛行師団長、青木武三少将を補職）の戦闘序列に入りフィリピンへ移動、ルソン島で作戦行動に従事した。他方、国内に残った明野教導飛行師団では従来の施設に加えて香川県木田郡林村（現在の高松市林）に新設された高松陸軍飛行場等を利用して教育と防空作戦を継続した。被教育者にはビルマ人留学生も含まれている。
同年11月、フィリピンの戦いで陸軍特別攻撃隊による体当たり攻撃が行われるようになると、「八紘特別攻撃隊」全12隊からは第1隊（八紘隊）、第7隊（丹心隊）、第9隊（一誠隊）が明野教導飛行師団の、第2隊（一宇隊）、第10隊（殉義隊）が常陸教導飛行師団の人員および一式戦闘機により編成された。同年12月、司令部が航空総監部の兼任であった教導航空軍は編成を解かれた。
1945年（昭和20年）1月、「振武特別攻撃隊」30隊（第18～第47）、同年3月にはさらに69隊（第48～第116）の編成が発令され、明野教導飛行師団からは計21隊が、常陸教導飛行師団からは計8隊が編成されている。
同年4月、本土決戦に備え航空諸軍を統率する天皇直隷の航空総軍司令部が編成され、航空総監部は閉鎖された。これにともない明野教導飛行師団は航空総軍司令官の隷下に入り、主として遠州灘、熊野灘方面に対する決号作戦の準備を進め、好機に乗じ同方面に来攻する米軍機動部隊を攻撃する任務が与えられた。常陸教導飛行師団は関東地方重点の防衛を担当した。同年4月18日、「下志津陸軍飛行学校令外四軍令廃止ノ件」（軍令陸第11号）の施行により明野陸軍飛行学校令が廃止となり、閉鎖中であった同校および水戸分校は正式に廃止された。

### 教導飛行師団 第1・第2教導飛行隊
1945年（昭和20年）7月10日、軍令陸甲第103号が下令され、それまで航空要員の教育と作戦行動を兼務していた明野、常陸ほか各教導飛行師団は教育部隊と作戦部隊に分離改編された。教育専任となったのは、それまで6個編成であった各地の教導飛行師団を統合し地名を冠称しない教導飛行師団（司令部は従来の宇都宮教導飛行師団基幹）1個で、編制は司令部と第1から第6までの各教導飛行隊である。明野教導飛行師団は第1教導飛行隊、常陸教導飛行師団は第2教導飛行隊となった。

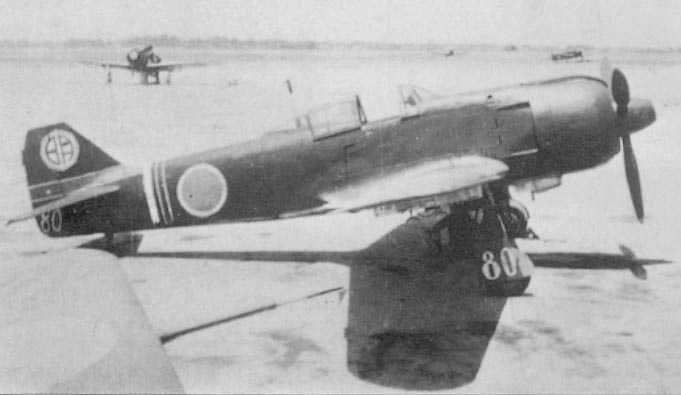
飛行第111戦隊の五式戦闘機

他方、作戦専任は明野教導飛行師団から飛行第111戦隊（戦隊長：石川正中佐）、常陸教導飛行師団からは飛行第112戦隊（戦隊長：梼原秀見中佐）を編成した。両飛行戦隊の編制定員は各411名、それぞれ55機の五式戦闘機とほかに予備機28機を保有定数とし、同年7月18日、大陸命第1366号により航空総軍のもとに編合された第20戦闘飛行集団（集団長：青木武三中将）の指揮下に入った。
同年8月、太平洋戦争に関し御前会議でポツダム宣言の受諾が最終決定され、8月15日正午より終戦に関する玉音放送が行われた。8月18日、全陸軍は与えられていた作戦任務を解かれ、各教導飛行隊および飛行戦隊は逐次復員を行った。
明野陸軍飛行学校本校の跡地には1955年（昭和30年）8月、陸上自衛隊明野駐屯地が開設され、航空自衛隊浜松基地から移駐した陸上自衛隊航空学校が置かれている。

## 年譜
- 1918年12月 - 臨時航空術練習委員が発足。
- 1919年03月 - 静岡県新居町に臨時航空術練習射撃班を設置。
- 1919年12月 - 埼玉県所沢町の陸軍航空学校教育部に射撃班が発足。
- 1920年04月 - 三重県度会郡北浜村で陸軍航空学校教育部 射撃班の教育を開始。
- 1921年04月 - 陸軍航空学校明野分校を設置。
- 1924年05月 - 明野陸軍飛行学校として独立。
- 1943年08月 - 茨城県那珂郡前渡村に明野陸軍飛行学校分校を設置。
- 1944年06月 - 明野陸軍飛行学校を明野教導飛行師団に、明野陸軍飛行学校分校を常陸教導飛行師団に改編。
- 1945年04月 - 明野陸軍飛行学校令を廃止。
- 1945年07月 - 教導飛行師団 第1教導飛行隊、同第2教導飛行隊と飛行第111戦隊、飛行第112戦隊に改編。
- 1945年08月 - 終戦。以後、逐次復員。

## 歴代校長

### 陸軍航空学校明野分校
- 赤羽祐之 工兵少佐：1921年4月1日[95][96][97] - 1923年8月6日
- 藤本恒治 砲兵大佐：1923年8月6日 - 1924年5月17日

### 明野陸軍飛行学校
- 藤本恒治 砲兵大佐：1924年5月17日 - 1925年5月1日
- 小沢寅吉 少将：1925年5月1日 - 1928年3月8日
- 毛内靖胤 少将：1928年3月8日 - 1929年8月1日
- 荒蒔義勝 少将：1929年8月1日 - 1930年6月2日
- 浅田礼三 少将：1930年6月2日 - 1931年8月1日
- 堀丈夫 少将：1931年8月1日 - 1931年10月3日
- 徳川好敏 少将：1931年10月3日 - 1934年8月1日
- 春田隆四郎 少将：1934年8月1日 - 1936年3月7日
- 若竹又男 少将：1936年3月7日 - 1937年8月2日
- 長沢賢二郎 少将：1937年8月2日 - 1938年7月15日
- 小畑英良 少将：1938年7月15日 - 1940年9月24日
- 板花義一 少将：1940年9月24日 - 1942年11月26日（1941年3月1日、中将に進級）
- 青木武三 大佐：1942年12月1日 - 1944年6月20日（1943年3月1日、少将に進級[98]）

### 明野陸軍飛行学校分校
- 三好康之 少将：1943年8月2日 - 1944年6月20日

### 明野教導飛行師団
教導飛行師団編成により、それまでの校長は教導飛行師団長となった。ただし通常の飛行師団長の階級が中将であり天皇より直接辞令を受ける親補職であるのに対し、教導飛行師団長の階級は中将または少将とされ親補職ではなかった。
- 青木武三 少将：1944年6月20日 - 1944年10月12日
- 今川一策 大佐※：1944年10月12日 - 1945年3月1日 ※教導飛行師団長代理（明野教導飛行師団司令部附[71]）
- 今川一策 少将：1945年3月1日 - 1945年5月16日（1945年3月1日、少将に進級[101]）
- 青木武三 少将：1945年5月16日 - 1945年7月16日[102]

### 常陸教導飛行師団
教導飛行師団編成により、それまでの分校長は教導飛行師団長となった。上記のとおり親補職ではなかった。
- 三好康之 少将：1944年6月20日 - 1944年9月13日
- 古屋健三 少将：1944年9月13日 - 1945年4月15日
- 加藤敏雄 少将：1945年4月15日 - 1945年7月16日

### 教導飛行師団
下志津教導飛行師団、明野教導飛行師団、浜松教導飛行師団、鉾田教導飛行師団、常陸教導飛行師団、宇都宮教導飛行師団は合併し単一の教導飛行師団（司令部：栃木県芳賀郡）となり、明野には第1教導飛行隊が、常陸（水戸）には第2教導飛行隊が置かれた。
師団長
- 橋本秀信 中将：1945年7月16日[102] -

第1教導飛行隊隊長
- 松村黄次郎 大佐：1945年7月18日[103] -

第2教導飛行隊隊長
- 吉田直 中佐：1945年7月18日[103] -